# شلامرسدورف
شلامرسدورف (به آلمانی: Schlammersdorf) یک شهر در آلمان است که در نویشتادت ان در والدناب واقع شده‌است. شلامرسدورف ۹۰۹ نفر جمعیت دارد.